# Персонаж (фільм, 2021)
«Персонаж» (англ. Free Guy) — американський фантастичний фільм Шона Леві. Прем'єра фільму у США відбулася 13 серпня 2021 року і 12 серпня в Україні.

## Сюжет
Головний герой, на ім'я Хлопець (Guy у виконанні Раяна Рейнольдса) працює у великому банку, який без кінця грабують бандити. В інших точках міста справи йдуть приблизно так само, а то й гірше. На вулицях відбуваються перестрілки й потужні вибухи, повз пробігають озброєні люди, які викрадають автомобілі, збиваючи пішоходів, а над їх головами вертольоти втрачають управління і врізаються в хмарочоси. Хлопця це анітрохи не бентежить, він завжди прокидається з посмішкою і виконує одноманітні дії, не звертаючи уваги на те, що кожен день стає копією попереднього. Річ у тім, що Хлопець — це неігровий персонаж (NPC) у відеогрі з відкритим світом, про що він поки не здогадується. Але коли герой закохається в аватара і спробує стати повноцінним гравцем, це вплине не тільки на його всесвіт, але також на розробників з реальності.
Основні дії фільму відбуваються в Вільному Місті (Free City) — віртуальному світі, що нагадує суміш GTA Online і Fortnite з реалістичною графікою. Це відмінна основа для екшн-комедії, в якій можливі абсолютно будь-які бойові сцени. Герої, перебуваючи всередині гри, покращують навички й підвищують рівень, а в разі невдачі починають все заново.

## У ролях
У фільмі знімалися:

| Актор           | Роль                                          |
| --------------- | --------------------------------------------- |
| Раян Рейнольдс  | Ґай / Хлопець, Д'юд / Чувак (обличчя і голос) |
| Джоді Комер     | Міллі Раск / Molotov Girl                     |
| Ліл Рел Говері  | Бадді / Приятель                              |
| Джо Кірі        | Волтер "Кіз" МакКі                            |
| Уткарш Амбудкар | Маузер                                        |
| Тайка Вайтіті   | Антуан                                        |
| Ченнінг Тейтум  | Ревенджемін Баттонс гравець у Фрі Сіті        |
| Аарон Рід       | Д'юд / Чувак (тіло)                           |
| Брітні Олдфорд  | бариста Міссі                                 |
| Кемілл Костек   | секс-бомба                                    |
| Оуен Бурк       | грабіжник банку                               |

### Камео
- Ninja
- Jacksepticeye
- Pokimane
- Алекс Требек (посмертно)
- Кріс Еванс
- Тіна Фей (лише голос) - матір гравця Ревенджеміна Баттонса
- Г'ю Джекман (лише голос) - аватар у провулку
- Джон Кразінські (лише голос) - стрімер
- Двейн Джонсон (лише голос) - грабіжник

## Український Дубляж
- Студія: Постмодерн
- Перекладачка: Ольга Переходченко
- Режисерка дублювання: Людмила Петриченко
- Творчий керівник: Jarek Wójcik

Ролі дюблювали:
- Ґай — Дмитро Гаврилов
- Міллі / Молотова — Марина Локтіонова
- Бадді — Роман Чорний
- Кіз — Руслан Драпалюк
- Маусер — Андрій Соболєв
- Антуан — Андрій Твердак
- Ревенджамін Баттонс — Дмитро Терещук

А також: Лейла-Султанія Кім, Ксенія Лук'яненко, Олена Узлюк, Роман Солошенко, Юрій Сосков, Людмила Петриченко, Дмитро Вікулов, Дмитро Зленко, Михайло Войчук, Оксана Гринько, Віталій Волочай, Катерина Башкіна-Зленко, В'ячеслав Дудко, Павло Голов, Володимир Канівець, Роман Молодій, Олександр Солодкий, Петро Сова, Марія Яценко